# Elampus foveatus
Elampus foveatus is een vliesvleugelig insect uit de familie van de goudwespen (Chrysididae). De wetenschappelijke naam van de soort is voor het eerst geldig gepubliceerd in 1914 door Mocsã Ry Lajos.